# 청서우쓰역
청서우쓰역(중국어: 成寿寺站)은 중국 차오양구 샤오훙먼 지구 룽자수 마을의 청이로·청서우쓰로 교차로에 위치한 베이징 지하철 10호선의 지하철역으로 2012년 12월 30일 10호선 2단계 개통과 함께 개장하다.

## 위치
이 역은 청서우쓰로와 스류좡로의 교차점 지하에 위치하고 있으며 남북 방향으로 배치되어 있다.

## 역 구조

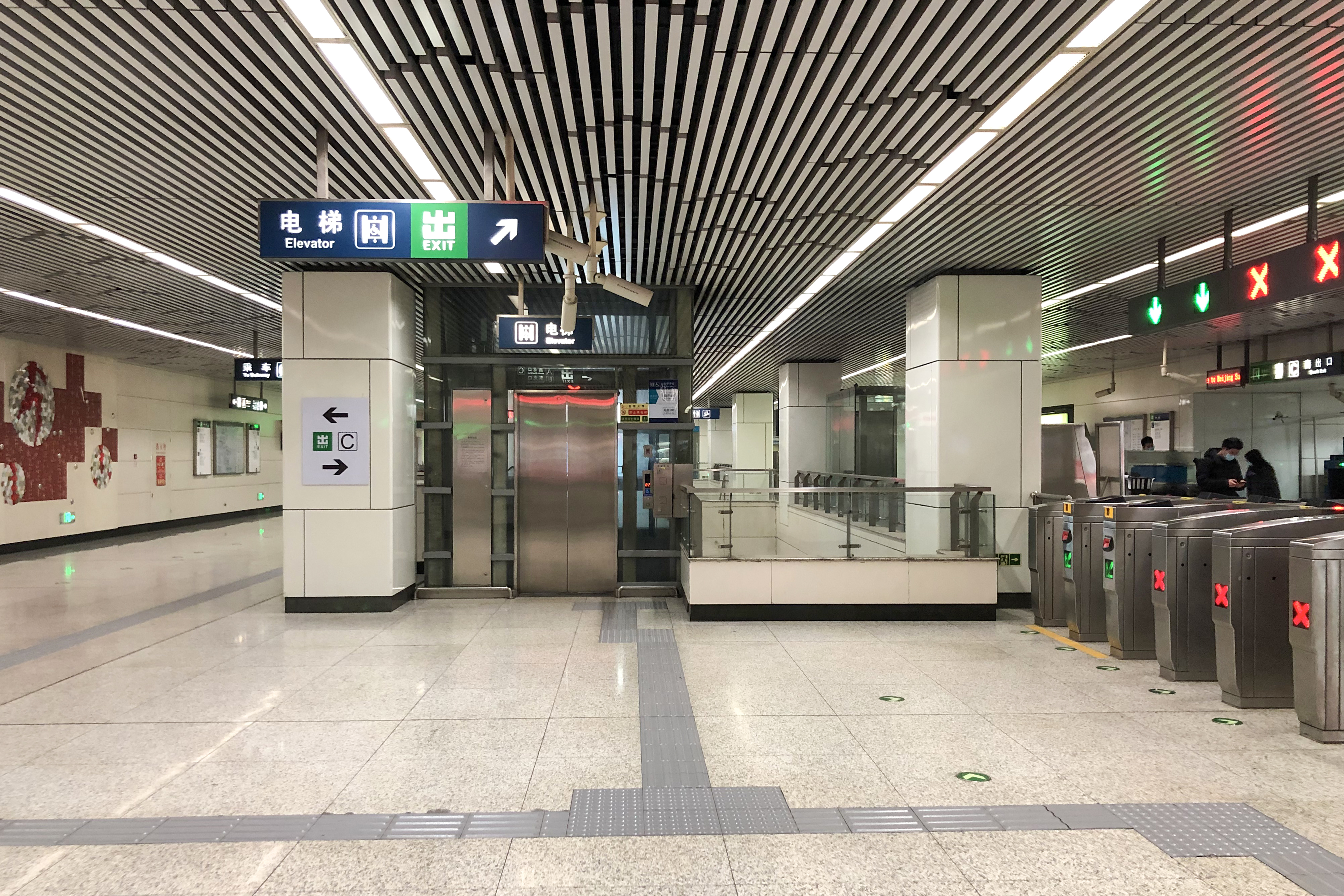
로비 (2021년 2월 촬영)

이 역은 1면 2선의 섬식 승강장 구조의 2층 건물의 지하역이다. 이 역의 주요 구조물은 2010년 6월 26일에 폐쇄되었으며, 이는 10호선 2단계의 주요 구조물이 폐쇄된 첫 번째 역이다.

### 층별 구조
| 지면층             | 출구                            | A—C출입구                       |
| 지하 1층 대합실 층 | 대합실                          | 고객센터, 자동 발매기, 개집표기 |
| 지하 2층 승강장    | ←                               | ■ 10호선 내선 순환 (쑹자좡)     |
| 지하 2층 승강장    | 섬식 승강장, 왼쪽 출입문이 열림 |                                 |
| 지하 2층 승강장    | →                               | ■ 10호선 외선 순환 (펀중쓰)     |

## 출입구
|                         |                           |           |      |             |
| 출구                    | 지시                      | 출구 인근 | 사진 | 무장애 시설 |
| 出口 · A                | 청서우쓰 대가(成寿寺大街) |           |      |             |
| 出口 · B                | 둥톄잉 대가(东铁营大街)   |           |      | 빈칸        |
| 出口 · C · 1            | 둥톄잉 대가(东铁营大街)   |           |      | 빈칸        |
| 出口 · C · 2            | 둥톄잉 대가(东铁营大街)   |           |      | 빈칸        |
| 아이콘 설명: 엘리베이터 |                           |           |      |             |